# Polemonium
- Commons
- Wikispecies

Polemonium L. é um género botânico pertencente à família Polemoniaceae.

## Sinonímia
- Polemoniella A. Heller

## Espécies
| - Polemonium acutifolium - Polemonium antarcticum - Polemonium boreale - Polemonium brandegeei - Polemonium caeruleum - Polemonium californicum - Polemonium carneum - Polemonium chartaceum - Polemonium chinense - Polemonium confertum - Polemonium cuspidatum - Polemonium delicatum - Polemonium elegans - Polemonium eximium - Polemonium foliosissimum | - Polemonium gayanum - Polemonium longii - Polemonium mexicanum - Polemonium micranthum - Polemonium nevadense - Polemonium occidentale - Polemonium pauciflorum - Polemonium pectinatum - Polemonium pulcherrimum - Polemonium reptans - Polemonium sumushanense - Polemonium vanbruntiae - Polemonium viscosum - Polemonium yezoense |

- Lista completa

## Classificação do gênero
| Sistema | Classificação                      | Referência               |
| ------- | ---------------------------------- | ------------------------ |
| Linné   | Classe Pentandria, ordem Monogynia | Species plantarum (1753) |